# Idiodes bathiei
Idiodes bathiei là một loài bướm đêm trong họ Geometridae.